# Cunersdorf (Annaberg-Buchholz)
Cunersdorf ist ein Ortsteil der sächsischen Kreisstadt Annaberg-Buchholz im Erzgebirgskreis.

## Geographie

### Geographische Lage und Verkehr

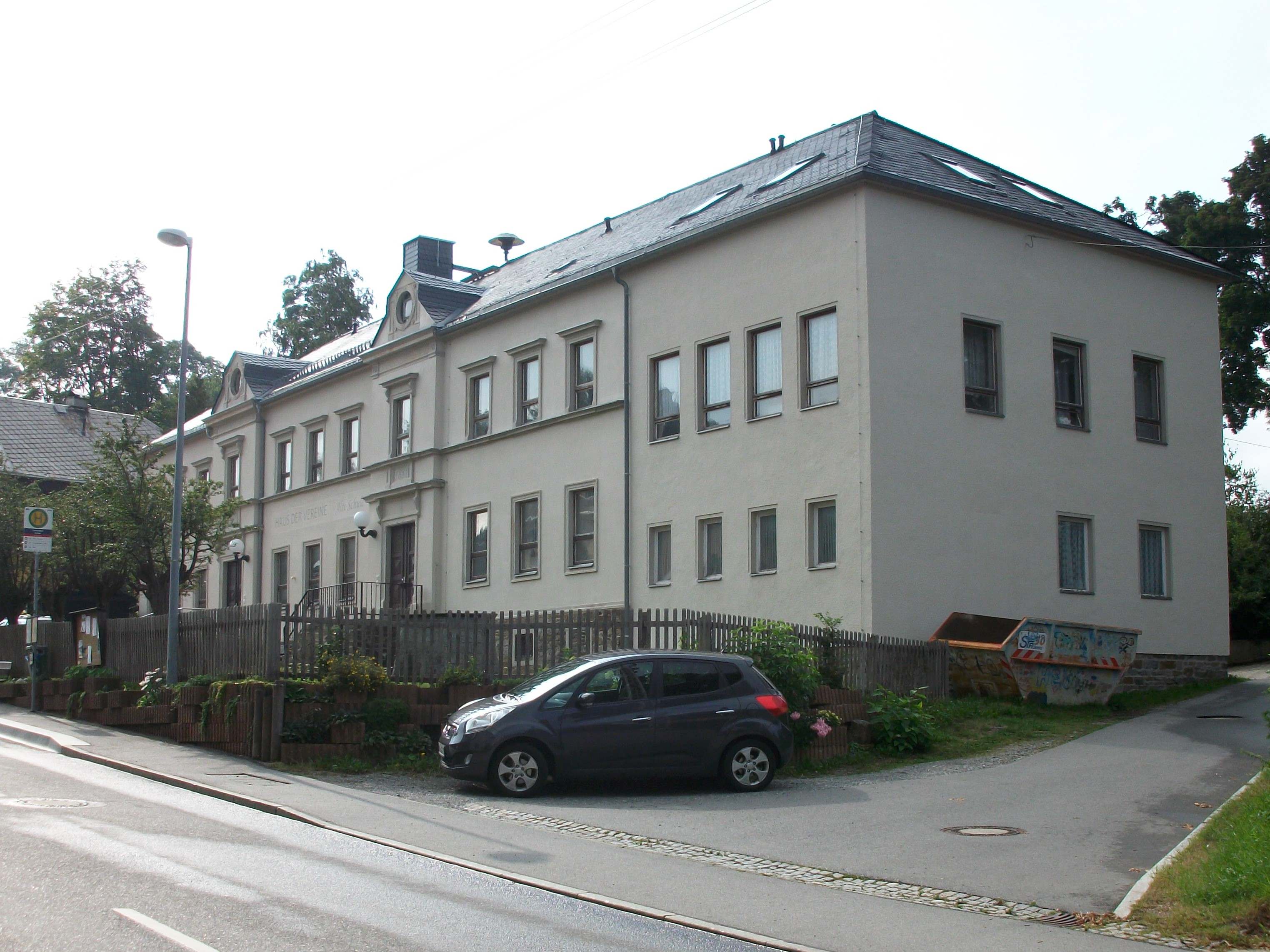
Haus der Vereine – Alte Schule Cunersdorf

Cunersdorf liegt etwa 2 Kilometer südlich von Buchholz im Erzgebirge. Die Ortslage erstreckt sich über etwa 1,5 Kilometer entlang eines Baches, welcher nach Westen der Sehma zufließt.
Durch den Ort führt die Staatsstraße 265 nach Steinbach, welche am westlichen Ortsende von der S 266 Buchholz–Hammerunterwiesenthal abzweigt. Östlich des Ortes verläuft die Bundesstraße 95 Chemnitz–Oberwiesenthal. Cunersdorf besaß eine Ladestelle an der ehemaligen Bahnstrecke Königswalde–Annaberg-Buchholz ob Bf.

### Nachbarorte
|           | Buchholz                                    |             |
| Schlettau | Kompassrose, die auf Nachbargemeinden zeigt | Königswalde |
|           | Sehma                                       | Kühberg     |

## Geschichte

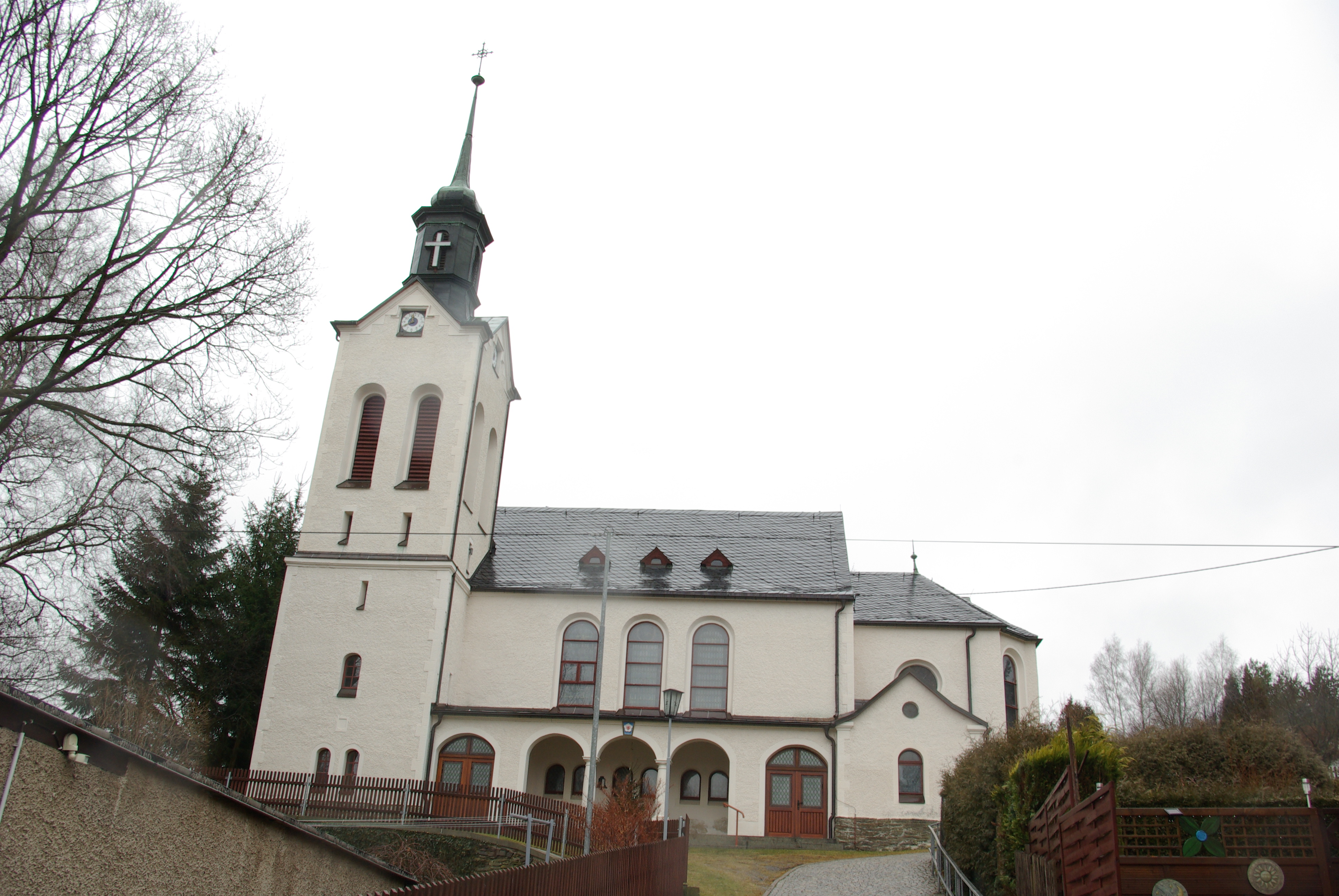
Martin-Luther-Kirche Cunersdorf

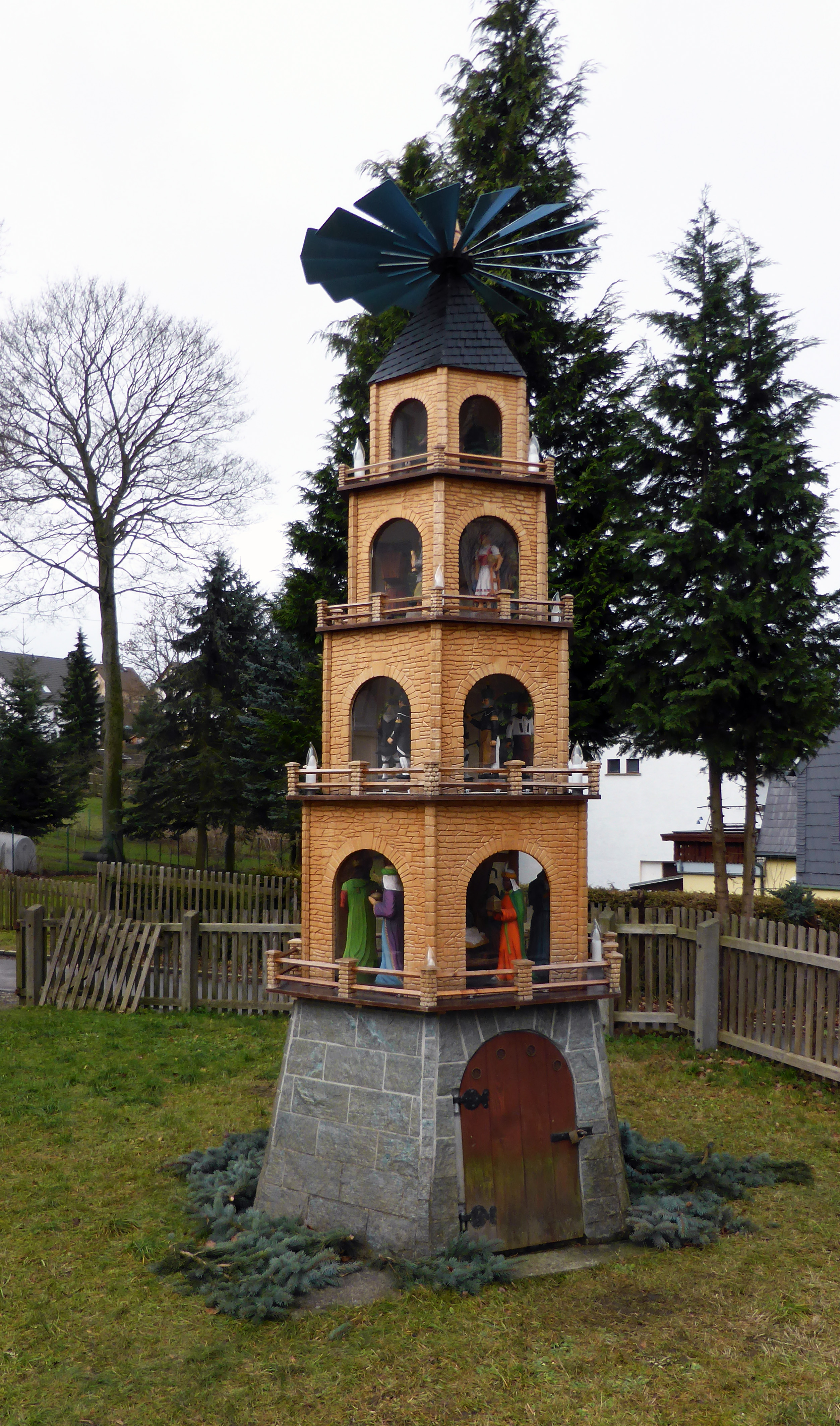
Ortspyramide Cunersdorf

Die erste urkundlich belegte Ortsnamenform datiert vom 2. Juli 1367 als Cunratsdorff. Bereits vor 1530 gab es in Cunersdorf Silberbergbau, außerordentlich ergiebig war dieser in der 1. Hälfte des 16. Jahrhunderts. Aus dieser Zeit wird berichtet: „[…] da ist es immer Himmlisch Heer, das als die reichste Grube genannt und zu den bauwürdigsten Gruben gezählt wird.“ Als Entdecker gilt der Annaberger Ratsherr Peter Lehmann (1504–1574), Urgroßvater des Pfarrers und Chronisten Christian Lehmann. Bekanntester Fundgrüber im 16. Jahrhundert war Caspar Kürschner. Heute sind die Stollen- und Gangsysteme ein von der „IG Altbergbau Dorotheastollen Cunersdorf“ e. V. betriebenes Erlebnisbergwerk (Himmlisch Heer Fundgrube Dorothea).
August Schumann nennt 1818 im Staats-, Post- und Zeitungslexikon von Sachsen Cunersdorf betreffend u. a.:
„Das Dorf hat 40 Häuser, 236 Einwohner und ist nach Sehma eingepfarrt.“
Bis 1673 gehörte Cunersdorf zur Parochie Schlettau, 1896 wurde es zur eigenen Pfarrkirche erhoben. Seit 2001 ist es Schwesterkirche der Kirchgemeinde Sehma-Cunersdorf.
Albert Schiffner ergänzt 1830 u. a.:
„Der Ort hat g. 300 Seelen, treibt starke Klöppelei und Bgbau [Bergbau], erzeugt treffl. Flachs, u. war bis 1666 nach Schlettau eingepfarrt. 1308 kommt der Ort in Urk. zuerst vor, und damals zinste er zum Th. dem wolkensteiner Pfarrer.“

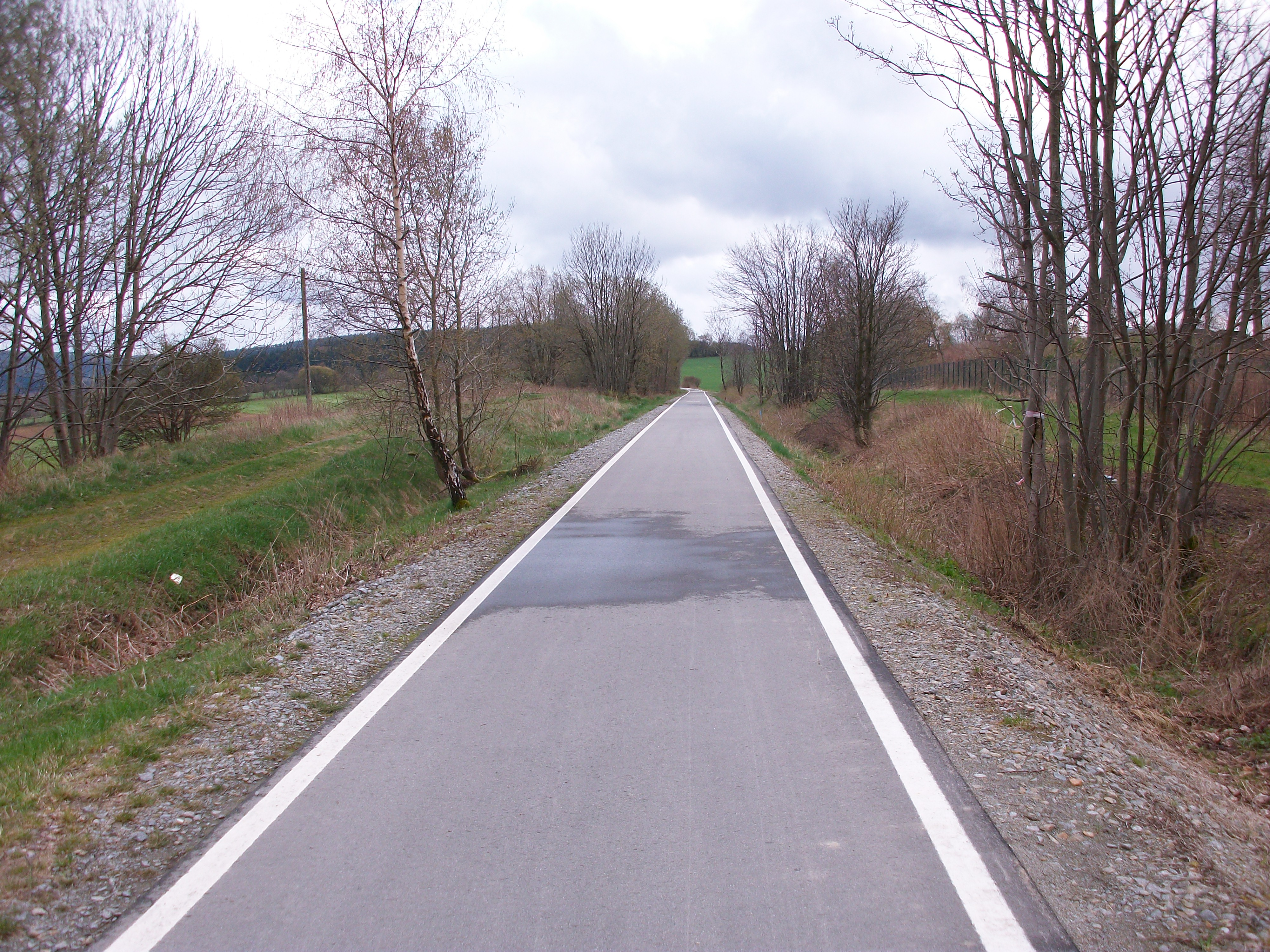
Zum Radweg umgebaute Bahntrasse bei der ehem. Ladestelle Cunersdorf (2016)

Mit Eröffnung der Station „Buchholz“ an der Zschopautalbahn am 3. August 1872 erhielt auch Cunersdorf Zugang zum Eisenbahnnetz. Am 1. August 1906 wurde nahe dem östlichen Ortsende auf der Wasserscheide Sehma-Pöhlbach die Ladestelle „Cunersdorf (b Buchholz/Sachs)“ eingerichtet, hier fand bis zur offiziellen Einstellung des Betriebes am 1. Mai 1995 lediglich Güterverkehr statt. Die Trasse wurde nach der Stilllegung zum Radweg ausgebaut.
Zum 1. Juli 1998 wurde Cunersdorf nach Annaberg-Buchholz eingemeindet.

## Entwicklung der Einwohnerzahl
| Jahr    | Einwohnerzahl                                       |
| ------- | --------------------------------------------------- |
| 1548/51 | 16 besessene Mann, 7 Gärtner, 5 Inwohner, 3 ⅞ Hufen |
| 1764    | 17 besessene Mann, 2 Gärtner, 7 Häusler, 3 ½ Hufen  |
| 1834    | 302                                                 |
| 1871    | 578                                                 |
| 1890    | 918                                                 |

| Jahr | Einwohnerzahl |
| ---- | ------------- |
| 1910 | 1456          |
| 1925 | 1427          |
| 1939 | 1509          |
| 1946 | 1410          |
| 1950 | 1600          |

| Jahr | Einwohnerzahl |
| ---- | ------------- |
| 1964 | 1449          |
| 1990 | 1077          |
| 1998 | 1020          |
| 2011 | 897           |

## Söhne und Töchter des Ortes
- Martina Schattkowsky (* 1953), Historikerin